# La dueña
La dueña è una serie televisiva argentina trasmessa dal 18 aprile al 21 novembre 2012 sull'emittente televisiva Telefe.

## Trama
Sofía Ponte è un'imprenditrice che grazie alla sua impresa di prodotti cosmetici ha saputo costruire un poderoso impero industriale e trasformarsi così in un referente di soddisfazione ed eleganza a livello mondiale.
Nel frattempo la sua famiglia, gli eredi naturali della sua impresa, rimangono un po' lontani da lei. Sofía sente che non li conosce, non sa cosa pensano e non li comprende veramente. Lei intende che, in parte, la colpa di questo è sua e della maniera con la quale li allevò.
Per avvicinarsi di nuovo a loro, pensa e mette in atto un piano intricato, che oltre ad evidenziare la sua astuzia, le permetterà di sapere chi è chi nella sua famiglia. I suoi figli, i suoi nipoti e il resto della famiglia politica, si vedranno complicati nel suo gioco, con una messa in scena che li obbligherà ad esporre i loro veri interessi, dando a Sofía le informazioni necessarie per prendere una decisione, perché lei è "La dueña".
Tuttavia, all'inizio del piano messo in atto da Sofía, inaspettatamente si proporranno di nuovo problemi che non aveva pianificato. Si ravviveranno antichi conflitti, ne sorgeranno di nuovi, riappariranno antiche storie, altre termineranno e, inoltre, una nuova storia d'amore si andrà crescendo. Amparo, la nipote di Sofía, orfana a causa di un incidente aereo, conoscerà Félix, che risulterà essere figlio del pilota dell'aereo, che perse la vita insieme ai genitori di Amparo.
Félix inizia a lavorare nella impresa Sofía nascondendo la sua vera identità. Il suo obiettivo è avvicinarsi a lei per investigare e delucidare la morte di suo padre, visto che ha già indizi che indicano che non fu un incidente. Davanti a queste circostanze, la storia tornerà complessa e i sentimenti si mescoleranno al rivelarsi della verità.

## Episodi
| Stagione       | Episodi | Prima TV originale | Prima TV Italia |
| -------------- | ------- | ------------------ | --------------- |
| Prima stagione | 32      | 2012               | Inedita         |